# Julien Rantier
Julien Rantier (Alès, 11 agosto 1983) è un ex calciatore francese, di ruolo attaccante.

## Caratteristiche tecniche
Mancino brevilineo e veloce, può giocare sia da esterno di centrocampo che da seconda punta, come spalla di un centravanti. È dotato di un buon dribbling e tiro dalla distanza.

## Carriera
Cresciuto nelle giovanili dell'Atalanta, che lo preleva dal Nîmes, nel 2002 conquista il titolo di capocannoniere del campionato Primavera ed entra nel giro della prima squadra, debuttando in Serie A, da titolare, il 17 maggio 2003 in Atalanta-Como (2-1).
Nell'estate del 2003 insieme al compagno Simone Padoin, passa al Vicenza, nell'ambito del passaggio di Bernardini e Marcolini alla formazione bergamasca. Alla prima apparizione stabile in una formazione professionista, gioca 26 partite segnando una rete, venendo impegnato molto spesso da esterno di centrocampo o da seconda punta a fianco dei più esperti Schwoch e Margiotta. Nella stagione successiva il nuovo mister biancorosso Viscidi preferisce impiegare Bonanni e Padoin sulla fascia al posto del francese, per cui nel gennaio 2005 passa all'AlbinoLeffe, dove inizialmente fatica a trovare spazio, ma con cui trova spazio nel finale di stagione con 13 presenze e 4 gol.
Rientrato a Vicenza, viene girato al Verona, dove gioca da titolare la stagione 2005-2006, collezionando 39 presenze e altri 4 gol. A fine stagione il Vicenza ne riscatta la comproprietà e lo cede definitivamente al Piacenza, dove ritrova Iachini, che lo aveva già allenato nella sua prima stagione in Veneto. A Piacenza si alterna con Daniele Degano nel ruolo di ala sinistra, contribuendo con 33 presenze e 6 reti al quarto posto finale nel campionato 2006-2007. Resta a Piacenza, sempre in B, anche le due stagioni successive, nelle quali non riesce a trovare continuità di impiego.
Nel gennaio 2009 ritorna al Verona, in Lega Pro Prima Divisione, primo acquisto del nuovo presidente Martinelli, insieme al suo consulente di mercato Massimo Ficcadenti, che aveva allenato il francese tre anni prima. Con la casacca gialloblu sigla 10 reti, equamente suddivise nelle stagioni 2008-2009 e Lega Pro Prima Divisione 2009-2010, ma non riesce a trovare continuità di impiego e rendimento soprattutto a causa di numerosi problemi fisici (in particolare pubalgia).
Nell'estate 2010 viene ceduto al Taranto, con cui raggiunge i playoff nel campionato di Lega Pro Prima Divisione 2010-2011 e anche quelli della successiva annata, senza però ottenere la promozione in Serie B in entrambe le occasioni.
Con la mancata iscrizione del club pugliese al campionato di Lega Pro Prima Divisione 2012-2013, il giocatore francese si trasferisce al Perugia, neopromosso nella stessa categoria, firmando un contratto annuale. Segna il suo primo gol in biancorosso all'esordio in campionato, contro il Benevento. Anche con gli umbri conquista l'accesso ai play-off, però anche qui subisce l'eliminazione in semifinale da parte del Pisa.
Il 9 luglio 2013 viene ufficializzato il passaggio all'Alessandria, formazione di Lega Pro Seconda Divisione. Fino al
Il9 giugno 2015 la società piemontese comunica che il contratto in scadenza di Rantier non sarà rinnovato, lasciandolo così svincolato. Ad inizio luglio si accorda con il Pro Piacenza, sempre militante nel campionato di terza serie. Contribuisce con 8 reti alla salvezza dei piacentini, per poi trasferirsi al Bassano Virtus e da gennaio 2017 al Südtirol dove ritrova William Viali che lo aveva allenato nel Pro Piacenza.
Nel luglio 2017 a Coverciano si allena con altri giocatori svincolati e inizia il corso da allenatore UEFA B che consente di allenare in Serie D. Il mese successivo firma per la Vigor Carpaneto, squadra piacentina neopromossa in Serie D, e vi rimane per tre stagioni. Nel 2020 si trasferisce al Nibbiano&Valtidone, in Eccellenza, e dal marzo successivo passa al Codogno nel girone di Eccellenza lombarda. Nel giugno 2021 torna nel Piacentino con l'Agazzanese, sempre in Eccellenza; nella formazione della Val Luretta ottiene la salvezza, e al termine del campionato annuncia il proprio ritiro dal calcio giocato. Dal dicembre 2024 torna in campo con la maglia del Gotico Garibaldina in Eccellenza, di cui è anche responsabile del settore giovanile.

## Statistiche

### Presenze e reti nei club
| Stagione               | Squadra                | Campionato             | Campionato | Campionato | Coppe nazionali | Coppe nazionali | Coppe nazionali | Coppe continentali | Coppe continentali | Coppe continentali | Altre coppe | Altre coppe | Altre coppe | Totale | Totale |
| Stagione               | Squadra                | Comp                   | Pres       | Reti       | Comp            | Pres            | Reti            | Comp               | Pres               | Reti               | Comp        | Pres        | Reti        | Pres   | Reti   |
| ---------------------- | ---------------------- | ---------------------- | ---------- | ---------- | --------------- | --------------- | --------------- | ------------------ | ------------------ | ------------------ | ----------- | ----------- | ----------- | ------ | ------ |
| 2000-2001              | Nîmes                  | L2                     | 1          | 0          | CF+CdL          | 0               | 0               | -                  | -                  | -                  | -           | -           | -           | 1      | 0      |
| 2001-2002              | Atalanta               | A                      | 0          | 0          | CI              | 0               | 0               | -                  | -                  | -                  | -           | -           | -           | 0      | 0      |
| 2002-2003              | Atalanta               | A                      | 1          | 0          | CI              | 0               | 0               | -                  | -                  | -                  | -           | -           | -           | 1      | 0      |
| Totale Atalanta        | Totale Atalanta        | Totale Atalanta        | 1          | 0          |                 | 0               | 0               |                    | -                  | -                  |             | -           | -           | 1      | 0      |
| 2003-2004              | Vicenza                | B                      | 26         | 1          | CI              | 0               | 0               | -                  | -                  | -                  | -           | -           | -           | 26     | 1      |
| 2004-gen. 2005         | Vicenza                | B                      | 9          | 1          | CI              | 2               | 0               | -                  | -                  | -                  | -           | -           | -           | 11     | 1      |
| Totale Vicenza         | Totale Vicenza         | Totale Vicenza         | 35         | 2          |                 | 2               | 0               |                    | -                  | -                  |             | -           | -           | 37     | 2      |
| gen.-giu. 2005         | AlbinoLeffe            | B                      | 13         | 4          | CI              | -               | -               | -                  | -                  | -                  | -           | -           | -           | 13     | 4      |
| 2005-2006              | Verona                 | B                      | 39         | 4          | CI              | -               | -               | -                  | -                  | -                  | -           | -           | -           | 39     | 4      |
| 2006-2007              | Piacenza               | B                      | 33         | 6          | CI              | 2               | 0               | -                  | -                  | -                  | -           | -           | -           | 35     | 6      |
| 2007-2008              | Piacenza               | B                      | 26         | 2          | CI              | 2               | 0               | -                  | -                  | -                  | -           | -           | -           | 28     | 2      |
| 2008-gen. 2009         | Piacenza               | B                      | 19         | 1          | CI              | 1               | 0               | -                  | -                  | -                  | -           | -           | -           | 20     | 1      |
| Totale Piacenza        | Totale Piacenza        | Totale Piacenza        | 78         | 9          |                 | 5               | 0               |                    | -                  | -                  |             | -           | -           | 83     | 9      |
| gen.-giu. 2009         | Verona                 | LP1                    | 11         | 5          | CI-LP           | -               | -               | -                  | -                  | -                  | -           | -           | -           | 11     | 5      |
| 2009-2010              | Verona                 | LP1                    | 19+3       | 5          | CI+CI-LP        | 0+2             | 2               | -                  | -                  | -                  | -           | -           | -           | 14     | 3      |
| Totale Verona          | Totale Verona          | Totale Verona          | 69+3       | 14         |                 | 2               | 2               |                    | -                  | -                  |             | -           | -           | 74     | 16     |
| 2010-2011              | Taranto                | LP1                    | 32+2       | 4          | CI+CI-LP        | 2+0             | 0               | -                  | -                  | -                  | -           | -           | -           | 36     | 4      |
| 2011-2012              | Taranto                | LP1                    | 30+2       | 6          | CI+CI-LP        | 2+0             | 0               | -                  | -                  | -                  | -           | -           | -           | 34     | 6      |
| Totale Taranto         | Totale Taranto         | Totale Taranto         | 62+4       | 10         |                 | 4               | 0               |                    | -                  | -                  |             | -           | -           | 70     | 10     |
| 2012-2013              | Perugia                | LP1                    | 28+2       | 4+1        | CI+CI-LP        | 3+4             | 0               | -                  | -                  | -                  | -           | -           | -           | 37     | 5      |
| 2013-2014              | Alessandria            | LP2                    | 31         | 5          | CI-LP           | 2               | 1               | -                  | -                  | -                  | -           | -           | -           | 33     | 6      |
| 2014-2015              | Alessandria            | LP                     | 28         | 9          | CI+CI-LP        | 1+2             | 0+2             | -                  | -                  | -                  | -           | -           | -           | 31     | 11     |
| Totale Alessandria     | Totale Alessandria     | Totale Alessandria     | 59         | 14         |                 | 5               | 3               |                    | -                  | -                  |             | -           | -           | 64     | 17     |
| 2015-2016              | Pro Piacenza           | LP                     | 33+2       | 8          | CI-LP           | 2               | 0               | -                  | -                  | -                  | -           | -           | -           | 37     | 8      |
| 2016-gen. 2017         | Bassano Virtus         | LP                     | 16         | 0          | CI+CI-LP        | 3+1             | 1+0             | -                  | -                  | -                  | -           | -           | -           | 20     | 1      |
| gen.-giu. 2017         | Südtirol               | LP                     | 10         | 0          | CI+CI-LP        | -               | -               | -                  | -                  | -                  | -           | -           | -           | 10     | 0      |
| 2017-2018              | Vigor Carpaneto        | D                      | 32         | 15         | CI-D            | 1               | 0               | -                  | -                  | -                  | -           | -           | -           | 33     | 15     |
| 2018-2019              | Vigor Carpaneto        | D                      | 34         | 17         | CI-D            | 1               | 1               | -                  | -                  | -                  | -           | -           | -           | 35     | 18     |
| 2019-2020              | Vigor Carpaneto        | D                      | 12         | 3          | CI-D            | 2               | 0               | -                  | -                  | -                  | -           | -           | -           | 14     | 13     |
| Totale Vigor Carpaneto | Totale Vigor Carpaneto | Totale Vigor Carpaneto | 78         | 35         |                 | 4               | 1               |                    | -                  | -                  |             | -           | -           | 82     | 36     |
| Totale carriera        | Totale carriera        | Totale carriera        | 483+11     | 100+1      |                 | 35              | 7               |                    | -                  | -                  |             | -           | -           | 529    | 108    |

## Palmarès
- Coppa Italia Primavera: 1

Atalanta: 2002-2003